# American Thoracic Society
La Sociedad Torácica Estadounidense o "Sociedad Torácica Americana" traducida del inglés (American Thoracic Society), es una sociedad fundada en 1905, inicialmente formada como una división de la American Lung Association, llamada Sociedad Americana Sanatorial y posteriormente pasó a ser reconocida por su nombre actual.
Es una sociedad independiente, internacional, con objetivos educacionales y científicos. Actualmente (2004) tiene 13.500 miembros, de los que el 25 % no son estadounidenses.

## Publicaciones
Publica dos de las revistas de mayor factor impacto dentro de la neumología, cuidados intensivos, como son: el American Journal of Respiratory and Critical Care Medicine (AJRCCM) y American Journal of Respiratory Cell and Molecular Biology (AJRCMB)